# Stor-Öretjärnen (Bodsjö socken, Jämtland)
Stor-Öretjärnen är en sjö i Bräcke kommun i Jämtland och ingår i Indalsälvens huvudavrinningsområde.